# Desastres em 2022
Esta página lista os fatos e referências dos desastres que aconteceram durante o ano de 2022.

## Janeiro
- 1 de janeiro - Sismo de magnitude 4,4 é registrado em Olhão, Faro, Portugal.[1]
- 2 de janeiro - Protestos no Cazaquistão eclodem depois de um corte dos subsídios sobre derivados de petróleo. Nos confrontos morrem mais de 200 pessoas, ficam feridas mais de mil e vários milhares são presas.[2]
- 2 de janeiro - Fortes chuvas causam inundações na Indonésia e Malásia, atingindo a ilha de Sumatra, na Indonésia, principalmente as províncias de Achém e Jambi, onde mais de 30 000 pessoas foram deslocadas; e pelo menos duas crianças morreram até o momento. Na Malásia, as chuvas também forçaram pelo menos 13 000 pessoas a buscarem abrigos, com relatos de pelo menos 50 mortes, atingindo principalmente os estados de Selangor, Johor e Malaca.[3][4]
- 8 de janeiro - Desabamento de rochas no município de Capitólio, em Minas Gerais, deixando dez mortos e 32 feridos.[5]
- 8 de janeiro - Devido a fortes chuvas na região, barragem da mineralizadora Vallourec transborda em Nova Lima, na Região Metropolitana de Belo Horizonte.[6]
- 9 de janeiro - Acidente do Cessna 172, um acidente aéreo e um incidente ferroviário ocorrido na cidade de Los Angeles, nos Estados Unidos.[7][8] O acidente deixou dois feridos, entre eles o piloto do monomotor (o único a bordo) e um passageiro do trem.[9][10]
- 9 de janeiro - Incêndio em prédio de Nova Iorque. Pelo menos dezessete pessoas morrem,[11] incluindo oito crianças, com outros quarenta e quatro feridos.[12]
- 14 de janeiro - Vulcão submarino Hunga Tonga-Hunga Ha'apai entra em erupção causando tsunâmi em Tonga. Pelo menos nove países emitiram alertas de sismo submarino.[13]
- 15 de janeiro - Derramamento de petróleo na costa do Peru, do navio de bandeira italiana Mare Doricum, de propriedade da empresa espanhola Repsol, nos mares do distrito de Ventanilla, na província constitucional de Callao, no Peru. A empresa atribuiu a responsabilidade pelo vazamento às ondas geradas após o tsunami causado pela erupção vulcânica em Tonga.[14]
- 21 de janeiro - Tempestade tropical Ana causa destruição e 88 mortes na África Austral.[15]
- 28 de janeiro - Enchentes e deslizamentos no estado de São Paulo. Uma série de impactos decorrentes de um evento meteorológico associado à ocorrência de chuvas intensas que ocasionaram elevados valores de precipitação acumulada em diversos municípios e causou a morte de 34 pessoas.[16][17], além de deixar aproximadamente 2900 famílias desabrigadas.[18]

## Fevereiro
- 4 de fevereiro - O ciclone Batsirai causou novos estragos nas mesmas áreas que a tempestade Ana atingiu, causando mais 120 mortes na África Austral.[19]
- 15 de fevereiro - Enchentes e deslizamentos causam a morte de 232 pessoas no município brasileiro de Petrópolis, Rio de Janeiro.[20]
- 24 de fevereiro - A Rússia inicia uma invasão militar na Ucrânia.[21][22]
- 24 de fevereiro - Incidente do Antonov An-26 da Força Aérea Ucrâniana, durante a invasão russa da Ucrânia.[23] Estavam presentes na aeronave, 14 militares (entre tripulantes e passageiros) no qual 5 acabaram falecendo durante o incidente.[24]
- 26 de fevereiro - Queda do Voo AB Aviation 1103, a aeronave decolou do aeroporto de Moroni e desapareceu no mar, a cerca de 2,5 km do Aeroporto de Moéli.[25]

## Março
- 4 de março - Atentado terrorista à mesquita xiita de Pexauar, Khyber Pakhtunkhwa, Paquistão, mata pelo menos 63 pessoas e deixa 196 feridas. Foi causado pelo Estado Islâmico de Coraçone.[26][27]
- 5 de março - Uma briga entre os torcedores dos times de futebol mexicanos Querétaro Fútbol Club e Atlas Fútbol Club termina com pelo menos 15 pessoas mortas e 22 feridas, no estádio La Corregidora, em Santiago de Querétaro, no México.[28][29]
- 16 de março - Sismo de Fukushima, no Japão.[30] O terremoto mediu 7,3 pela Agência Meteorológica do Japão (JMA) e pelo Serviço Geológico dos Estados Unidos (USGS). Um tsunami foi relatado imediatamente após o evento.[31] 4 mortos, 225 feridos.[32][33]
- 17 de março - Ciclone tropical intenso Gombe causa estragos nas mesmas áreas da África Austral que os ciclones Ana, Batsirai e Emnati atingiram. Morreram pelo menos 69 pessoas durante o evento meteorológico.[34]
- 21 de março - Queda de um avião Boeing 737 com 132 pessoas a bordo em Quancim, na China. Ninguém sobreviveu.[35]
- 29 de março - Acidente do helicóptero da MONUSCO, caiu durante uma missão de reconhecimento sobre a província de Quivu do Norte, República Democrática do Congo. O acidente matou todos os oito Peacekeepers da ONU a bordo, seis do Paquistão e um da Rússia e um da Sérvia.[36][37]

## Abril
- 8 de abril - Inundações de 2022 em KwaZulu-Natal. Chuvas fortes em Cuazulo-Natal, no sudeste da África do Sul, causaram inundações mortais. Pelo menos 435 pessoas morreram em toda a província, com um número desconhecido de pessoas desaparecidas. Vários milhares de casas foram danificadas ou destruídas.[38][39] As inundações causaram mais de R 17 bilhões (US$ 1,57 bilhão) em danos à infraestrutura. Um estado nacional de desastre foi declarado.[40]
- 13 de abril - Tempestade tropical Megi deixa pelo menos 123 mortos nas Filipinas.[41]
- 13 de abril - Fortes chuvas causadas pela depressão subtropical Issa, matam pelo menos 306 pessoas na África do Sul.[42]
- 16 de abril - Ataques aéreos paquistaneses no Afeganistão ferem e matam dezenas de pessoas.[43]

## Maio
- 6 de maio - Explosão no hotel de luxo Saratoga, em Havana, capital de Cuba, causa 40 mortos e 54 feridos.[44]
- 11 de maio - Acidente do Cessna em Boituva, em São Paulo.[45][46] Haviam na aeronave 15 pessoas que estavam praticando paraquedismo.[47][48]
- 14 de maio - Ataque a tiros em um supermercado na cidade de Buffalo, estado de Nova Iorque, Estados Unidos, deixa dez mortos e três feridos, sendo a maioria deles afrodescendentes.[49]
- 15 de maio - Ocorre um tiroteio na Igreja Presbiteriana de Genebra, em Laguna Woods, Califórnia, Estados Unidos.[50]
- 17 de maio - Ciclone subtropical Yakecan causa duas mortes e danos generalizados em diversas cidades do Sul do Brasil e no Uruguai.[51]
- 23 de maio - Enchentes e deslizamentos no Nordeste do Brasil, causadas por fortes chuvas que atingiram principalmente o estado de Pernambuco, mas também Sergipe, Alagoas, Paraíba e Rio Grande do Norte. Os volumes de precipitação superaram a média histórica mensal em várias cidades em apenas três dias.[52][53][54]
- 24 de maio - Tiroteio na escola primária Robb, em Uvalde, estado do Texas, Estados Unidos, causa 21 mortos, entre eles 19 crianças.[55]
- 29 de maio - Acidente aéreo da Tara Air operado pela Yeti Airlines no Nepal mata pelo menos 22 pessoas.[56]
- 30 de maio - Furacão Agatha causa estragos no oeste do México, matando pelo menos 11 pessoas e deixando outras 33 desaparecidas.[57]

## Junho
- 1 de junho - Tiroteio em um centro médico de Tulsa, estado de Oklahoma, Estados Unidos, resultando em quatro mortos.[58]
- 2 de junho - Acontece um tiroteio em um cemitério de Racine, estado de Wisconsin, Estados Unidos.[59]
- 5 de junho - Tiroteio em Chattanooga, estado de Tennessee, Estados Unidos, causa três mortes e 14 feridos.[60]
- 16 de junho - Cerca de 41 pessoas morrem devido às fortes enchentes causadas pelas chuvas de monção, que atingem parte de uma região de Bangladesh e da Índia.[61]
- 22 de junho - Sismo de magnitude 5,9 na escala de magnitude de momento causa pelo menos 1 000 mortes e 1 500 feridos no Afeganistão.[62]
- 27 de junho- 53 imigrantes são encontrados mortos após ficarem trancados em um caminhão, em San Antonio, Texas, Estados Unidos.[63]
- 27 de junho - Vazamento de gás cloro deixa 14 mortos e mais de 265 feridos no Porto de Aqaba, Jordânia.[64]
- 27 de junho - Início de onda de calor na Europa, que deixa milhares de mortos.[65][66][67]
- 27 de junho - Descarrilamento de trem no Missouri, com múltiplas mortes e pelo menos 50 feridos sendo relatados.[68][69][70]

## Julho
- 3 de julho - O Uzbequistão declara estado de emergência após protestos na região autônoma do Caracalpaquistão.[71]
- 3 de julho - Massacre em shopping center de Copenhague, capital da Dinamarca, provoca três mortes e 27 feridos.[72]
- 4 de julho - Tiroteio durante o desfile de independência dos Estados Unidos em Highland Park, estado de Illinois, provoca sete mortos e 46 feridos.[73][74]
- 10 de julho - Massacre em bar de Joanesburgo, na África do Sul, vítima 15 pessoas.[75]
- 16 de julho - Voo Meridian 3032, um Antonov An-12BK caiu perto de Kavala, na Grécia. 8 tripulantes morreram.[76][77]
- 23 de julho - A Organização Mundial da Saúde (OMS) declara o surto de varíola dos macacos como Emergência de Saúde Pública de Âmbito Internacional (PHEIC).[78]
- 31 de julho - Ataque de drone dos Estados Unidos mata Ayman al-Zawahiri, líder da Al-Qaeda, em Cabul, Afeganistão.[79]

## Agosto
- 5 de agosto - Israel inicia ataques aéreos na Faixa de Gaza, deixando dezenas de mortos.[80][81]
- 8 de agosto - Inundações em grande escala atingiram a capital sul-coreana de Seul e áreas vizinhas. Foi precedido pela maior chuva em 80 anos.[82] 2.800 edifícios foram danificados e pelo menos 9 pessoas foram mortas.[83] 163 pessoas em Seul ficaram desabrigadas.[82] 50 cidades e vilas receberam avisos de deslizamento de terra.[84] Os cortes de energia foram generalizados.[85]
- 12 de agosto - Tiroteio nas ruas de Cetinje, Montenegro, realizado por um homem após briga familiar, mata 12 pessoas, incluindo o atirador, e deixa seis feridos.[86][87]
- 14 de agosto - Incêndio causado por uma pane elétrica em uma igreja copta, em Gizé, Egito, mata 41 pessoas, em grande parte crianças; e deixa 14 feridos.[88][89]
- 18 de agosto - Tempestades causam dezenas de mortes e danos materiais no sul da Europa.[90]
- 28 de agosto - Inundações e deslizamentos, causados pelas chuvas de monções, causam pelos menos 119 mortes no Paquistão.[91]

## Setembro
- 4 de setembro - Ocorre um tiroteio na cidade de Charleston, no estado Carolina do Sul, nos EUA, deixando cinco feridos.[92]
- 4 de setembro - Em Saskatoon, no Canadá, atentados com facas causam pelo menos dez mortos e 15 feridos.[93]
- 5 de setembro - Sismo de magnitude 6,8 em Sichuan, na China, causa pelo menos 93 mortos e 423 feridos.[94][95][96]
- 5 de setembro - Acidente aéreo do Cessna 551 no Báltico, que estava previsto voar de Jerez, Espanha para Colónia, Alemanha. mas mudou o seu rumo em direção ao Mar Báltico, chamando a atenção da OTAN, que enviou caças para acompanhar a aeronave.[97][98]
- 6 de setembro - Incêndio em karaokê na província de Binh Duong, Vietnã, deixa 23 mortos e 11 feridos.[99]
- 7 de setembro - Tiroteio com mortes ocorre nos Estados Unidos, em Memphis, no estado do Tennessee, causando quatro mortos e três feridos.[100]
- 8 de setembro - Naufrágio de uma lancha que transportava 82 pessoas em Belém causa pelos menos 22 mortos.[101][102][103]
- 10 de setembro - Sismo de magnitude 7,7 atinge o sul da Indonésia. Morreram pelo menos quatro pessoas e foram emitidos alertas de tsunâmi.[104]
- 11 de setembro - Sismo na Papua-Nova Guiné, um sismo de magnitude 7,6 ou 7,7 atingiu a Papua-Nova Guiné em Morobe. O sismo de falha normal com hipocentro a 90 km abaixo da Faixa de Finisterra. Foi estimada uma intensidade máxima de Mercalli Modificada percebida de VIII (Severo). Doze pessoas morreram e 42 ficaram feridas.[105]
- 12 de setembro - Iniciam-se confrontos durante a crise fronteiriça entre Armênia e Azerbaijão, em que mais de 210 soldados de ambos os lados morrem em combates.[106][107]
- 15 de setembro - São descobertos 445 corpos em Izium, leste da Ucrânia, revelando crimes de guerra da Rússia.[108][109]
- 16 de setembro - Manifestações eclodem no Irã após a morte de Mahsa Amini, jovem presa em Teerã por não usar o hijabe adequadamente. Protestos deixam 17 mortos.[110]
- 18 de setembro - Sismo de magnitude 6,9 atinge a Ilha Formosa (Taiwan). Pelo menos quatro pessoas foram soterradas e foram emitidos alertas de tsunâmi.[111]
- 19 de setembro - Sismo de magnitude 7,6 atinge o México, causando a morte de uma pessoa e na possibilidade de tsunâmi.[112]
- 20 de setembro - O Furacão Fiona causa prejuízos e mata 21 pessoas na América Central e Canadá.[113][114][115]
- 26 de setembro - Tiroteio em Izhevsk, na Rússia, causa pelo menos 17 mortos e 24 feridos. O autor suicidou-se.[116][117]
- 30 de setembro - Atentado terrorista causa pelo menos 35 mortos e 82 feridos em Cabul, Afeganistão. Foi um ataque suicida em um centro educacional.[118]

## Outubro
- 1 de outubro - Tumulto entre torcedores do Arema FC e forças de segurança após uma partida de futebol deixam mais de 130 mortos em Surabaia, Indonésia.[119][120][121]
- 2 de outubro - Furacão Ian causa prejuízos e deixa mais de 103 mortos nos Estados Unidos e Cuba.[122][123]
- 6 de outubro - Atirador abre fogo em uma creche de Uthai Swan, província de Nong Bua Lam Phu, Tailândia, matando pelo menos 36 pessoas, incluindo 22 crianças, sua esposa e seu próprio filho; o atirador se suicidou após o massacre.[124][125][126]
- 7 a 10 de outubro - O furacão Julia causa estragos na Venezuela e América Central, provocando pelo menos 65 mortes e 56 desaparecidos.[127][128]
- 8 de outubro - Explosão da Ponte da Crimeia. Quatro pessoas foram mortas.[129][130][131]
- 14 de outubro - Explosão de mina de carvão em Amasra, província de Bartin, Turquia, resulta na morte de 41 pessoas, além de deixar pelo menos 28 feridas.[132]
- 17 de outubro - Enchentes na Nigéria matam mais de 600 pessoas e deixam mais de 1,3 milhão de desabrigados, além de mais de 200 000 casas destruídas, total ou parcialmente.[133][134]
- 24 de outubro - O ciclone Sitrang causou estragos em Bangladesh e Índia. Cerca de 24 pessoas morreram e oito ficaram desaparecidas.[135]
- 26 de outubro - Tiroteio em massa mata pelo menos 15 peregrinos xiitas no mausoléu Shah Cheragh em Xiraz, Irã.[136][137]
- 29 de outubro - Uma comemoração com mais de 100 000 pessoas da data festiva de Halloween acaba em, pelo menos 153 mortes em Itaewon, bairro de Seul, capital da Coreia do Sul. As causas ainda não foram informadas.[138]
- 29 de outubro - Atentado terrorista em Mogadíscio, Somália, mata pelo menos 100 pessoas e deixa mais de 300 feridas.[139]
- 29 de outubro - Superlotação do Estádio dos Mártires, em Kinshasa, capital congolesa, para o show do cantor local Fally Ipupa mata pelo menos 11 pessoas.[140]
- 30 de outubro - Colapso de ponte em Morbi, Gujarat, Índia, causa pelo menos 141 mortes.[141][142]

## Novembro
- 1 de novembro - A tempestade tropical Nalgae causa inundações, deslizamentos e pelo menos 150 mortos nas Filipinas.[143]
- 3 de novembro - Tentativa de assassinato de Imran Khan, ex-primeiro-ministro do Paquistão, resulta na morte de uma pessoa e deixa outras nove feridas.[144][145]
- 5 de novembro - Um incêndio numa boate mata 13 pessoas em Kostroma, na Rússia.[146]
- 6 de novembro - Voo Precision Air 494 cai no Lago Vitória, Tanzânia, deixando 19 mortos e 24 feridos.[147]
- 10 de novembro - Chacina em um bar de Apaseo el Alto, no estado de Guanajuato, no México, causa nove mortos.[148]
- 13 de novembro - Atentado na Avenida İstiklal, em Istambul, na Turquia, provoca seis mortes e 81 feridos.[149]
- 14 de novembro - Tiroteio na Universidade de Virgínia, em Charlottesville, Virgínia, Estados Unidos, mata três pessoas.[150]
- 15 de novembro - Míssil atinge o leste da Polônia e mata duas pessoas.[151]
- 19 de novembro - Avião da LATAM Airlines Peru se choca com um caminhão do corpo de bombeiros no Aeroporto Jorge Chávez, em Lima. As duas pessoas que estavam no caminhão morreram; e uma das turbinas do Airbus A320neo explodiu. Os pilotos do avião foram presos.[152][153]
- 20 de novembro - Tiroteio em um bar gay mata cinco pessoas e deixa 25 feridos em Colorado Springs, Colorado, EUA.[154]
- 21 de novembro - Sismo de magnitude 5,6, na ilha indonésia de Java, mata pelo menos 318 pessoas e deixa mais de 7 729 feridas.[155]
- 21 de novembro - Incêndio em uma fábrica de Anyang, China, resulta na morte de 38 pessoas e deixa duas feridas.[156][157]
- 24 de novembro - Incêndio em Ürümqi, Xinjiang. Dez pessoas morreram e nove ficaram feridas. Com isso, houve um aumento de protestos na China, em resposta à política da zero-COVID do governo.[158][159]
- 25 de novembro - Ataques a duas escolas deixam três mortos e pelo menos 13 feridos em Aracruz, no estado do Espírito Santo, no Brasil.[160]

## Dezembro
- 4 de dezembro - Após erupção do vulcão Semeru, mais de 2 000 pessoas foram retiradas de suas casas, na ilha de Java, Indonésia.[161]
- 16 de dezembro - Em Berlim, Alemanha, aquário gigante AquaDom rebenta, ferindo duas pessoas e matando cerca de 1500 peixes exóticos.[162]
- 23 de dezembro - Ocorre um tiroteio em Paris, França, em um centro comunitário curdo. O atirador matou três pessoas e feriu outras quatro. A motivação do crime foi racismo.[163][164]
- 21 a 25 de dezembro - Tempestade de inverno Elliot causa recordes de baixas temperaturas e deixa pelo menos 59 mortos na América do Norte.[165]